# Buřenice
Buřenice – gmina w Czechach, w powiecie Pelhřimov, w kraju Wysoczyna. Według danych z dnia 1 stycznia 2014 liczyła 197 mieszkańców.